# 5284 Orsilocus
Az 5284 Orsilocus (ideiglenes jelöléssel 1989 CK2) egy kisbolygó a Naprendszerben. Carolyn Shoemaker és Shoemaker E. M. fedezte fel 1989. február 1-én.